# Scappoose
Scappoose (kiejtése: [skæˈpuːs]) az Amerikai Egyesült Államok északnyugati részén, Oregon állam Columbia megyéjében helyezkedik el. A 2010. évi népszámláláskor 6592 lakosa volt. A város területe 7,12 km², melynek 100%-a szárazföld.
A város nevét a megye déli határán torkolló folyamról kapta. A scapposse indián szó, jelentése „kavicsos, sima”.

## Éghajlat
A térség nyarai melegek (de nem forróak) és szárazak; a havi maximum átlaghőmérséklet 22 °C. A Köppen-skála alapján a város éghajlata meleg nyári mediterrán. A legcsapadékosabb a november–január, a legszárazabb pedig a július–augusztus közötti időszak. A legmelegebb hónap augusztus, a leghidegebb pedig december.
| Hónap                         | Jan.  | Feb.  | Már.  | Ápr. | Máj. | Jún. | Júl. | Aug. | Szep. | Okt. | Nov.  | Dec.  | Év    |
| ----------------------------- | ----- | ----- | ----- | ---- | ---- | ---- | ---- | ---- | ----- | ---- | ----- | ----- | ----- |
| Rekord max. hőmérséklet (°C)  | 17,2  | 21,7  | 27,8  | 32,2 | 38,9 | 40,0 | 41,1 | 41,7 | 41,1  | 34,4 | 22,2  | 16,7  | 41,7  |
| Átlagos max. hőmérséklet (°C) | 6,7   | 8,9   | 12,2  | 15,6 | 18,9 | 22,2 | 25,6 | 26,1 | 23,3  | 16,1 | 9,4   | 5,6   | 15,9  |
| Átlaghőmérséklet (°C)         | 3,6   | 5,0   | 7,5   | 10,0 | 13,1 | 16,1 | 19,2 | 19,5 | 17,0  | 16,4 | 6,2   | 2,8   | 11,4  |
| Átlagos min. hőmérséklet (°C) | 0,6   | 1,1   | 2,8   | 4,4  | 7,2  | 10,0 | 12,8 | 12,8 | 10,6  | 6,7  | 2,8   | 0,0   | 6,0   |
| Rekord min. hőmérséklet (°C)  | −12,8 | −15,6 | −17,2 | −6,7 | −8,3 | 1,1  | 3,3  | −1,1 | 1,1   | −6,7 | −12,2 | −17,2 | −17,2 |
| Átl. csapadékmennyiség (mm)   | 178   | 130   | 124   | 91   | 74   | 51   | 18   | 23   | 46    | 91   | 180   | 183   | 1189  |
| Forrás: The Weather Channel   |       |       |       |      |      |      |      |      |       |      |       |       |       |

## Népesség

### 2010
A 2010-es népszámláláskor a városnak 6592 lakója, 2536 háztartása és 1791 családja volt. A népsűrűség 925,5 fő/km². A lakóegységek száma 2698, sűrűségük 378,8 db/km². A lakosok 91,2%-a fehér, 0,4%-a afroamerikai, 1,2%-a indián, 1,3%-a ázsiai, 0,2%-a a Csendes-óceáni szigetekről származik, 2,2%-a egyéb-, 3,5%-a pedig kettő vagy több etnikumú. A spanyol vagy latino származásúak aránya 5,1% (4% mexikói, 0,1% Puerto Ricó-i, 1% pedig egyéb spanyol/latino származású).
A háztartások 37,3%-ában élt 18 évnél fiatalabb. 53% házas, 12,2% egyedülálló nő, 5,4% pedig egyedülálló férfi; 29,4% pedig nem család. 23,5% egyedül élt; 9,8%-uk 65 éves vagy idősebb. Egy háztartásban átlagosan 2,56 személy élt; a családok átlagmérete 3,01 fő.
A medián életkor 37,8 év volt. A város lakóinak 26%-a 18 évesnél fiatalabb, 6,9% 18 és 24 év közötti, 27,7%-uk 25 és 44 év közötti, 26,2%-uk 45 és 64 év közötti, 13,3%-uk pedig 65 éves vagy idősebb. A lakosok 48,1%-a férfi, 51,9%-uk pedig nő.

### 2000
A 2000-es népszámláláskor a városnak 4976 lakója, 1888 háztartása és 1394 családja volt. A népsűrűség 698,8 fő/km². A lakóegységek száma 2002, sűrűségük 288,2 db/km². A lakosok 94,2%-a fehér, 0,3%-a afroamerikai, 1,2%-a indián, 0,8%-a ázsiai, 0,1%-a Csendes-óceáni szigetekről származik, 0,5%-a egyéb-, 2,9% pedig kettő vagy több etnikumú. A spanyol vagy latino származásúak aránya 2,5% (1,8% mexikói, 0,2% Puerto Ricó-i, 0,4% pedig egyéb spanyol/latino származású).
A háztartások 38,1%-ában élt 18 évnél fiatalabb. 59% házas, 10,3% egyedülálló nő; 26,2% pedig nem család. 21,7% egyedül élt; 8,8%-uk 65 éves vagy idősebb. Egy háztartásban átlagosan 2,62 személy élt; a családok átlagmérete 3,04 fő.
A város lakóinak 30,7%-a 18 évnél fiatalabb, 4,8%-a 18 és 24 év közötti, 31%-a 25 és 44 év közötti, 22,2%-a 45 és 64 év közötti, 11,5%-a pedig 65 éves vagy idősebb. A medián életkor 43 év volt. Minden 18 évnél idősebb 100 nőre 96 férfi jut; a 18 évnél idősebb nőknél ez az arány 99,5.
A háztartások medián bevétele 47 796 amerikai dollár, ez az érték családoknál $55 616. A férfiak medián keresete $43 625, míg a nőké $27 346. A város egy főre jutó bevétele (PCI) $20 837. A családok 4,5%-a, a teljes népesség 6,1%-a élt létminimum alatt; a 18 év alattiaknál ez a szám 7,7%, a 65 évnél idősebbeknél pedig 7,2%.

## Gazdaság

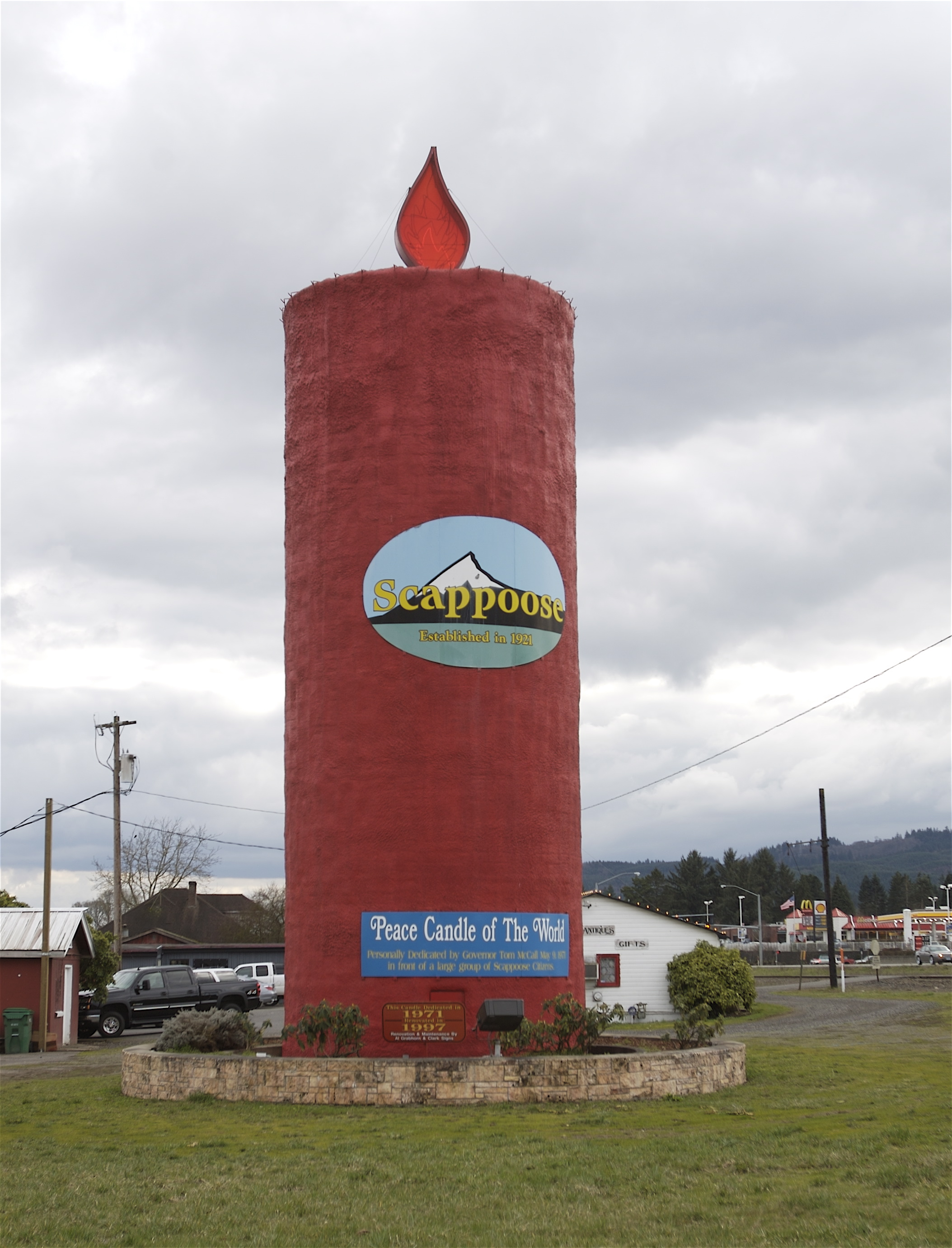
A világ békegyertyája

Az elmúlt években Scappoose Portland alvóvárosává vált.
A korai években a tejüzemek, farmok és faipar játszottak szerepet a város gazdaságában, később viszont gyárak is megjelentek. Cipő-, gyertyagyár, valamint egy Steinfeld's Sauerkrautot gyártó üzem is működött itt. Ma is található itt egy kavicsbánya, valamint egy West Coast Shoe cipőgyár. Ezenfelül a repülőgép-üléseket és sisakokat gyártó Oregon Aero, Incnek is a városban van a székhelye.
2009. április 6-án a képviselőtanács az ipart sújtó fejlesztési díjak csökkentéséről döntött, hogy ezzel is új vállalkozásokat csábítsanak a városba; 2010-ben pedig a helyi üzemek működési engedélyének díját mérsékelték.

## Infrastruktúra

### Oktatás
A Scappoose-i Iskolakerületnek a városban három (Grant Watts Elementary, Petersen Elementary, Scappoose Middle School és Scappoose High School), Portlandben és Warrenben pedig egy-egy iskolája van.

### Közlekedés

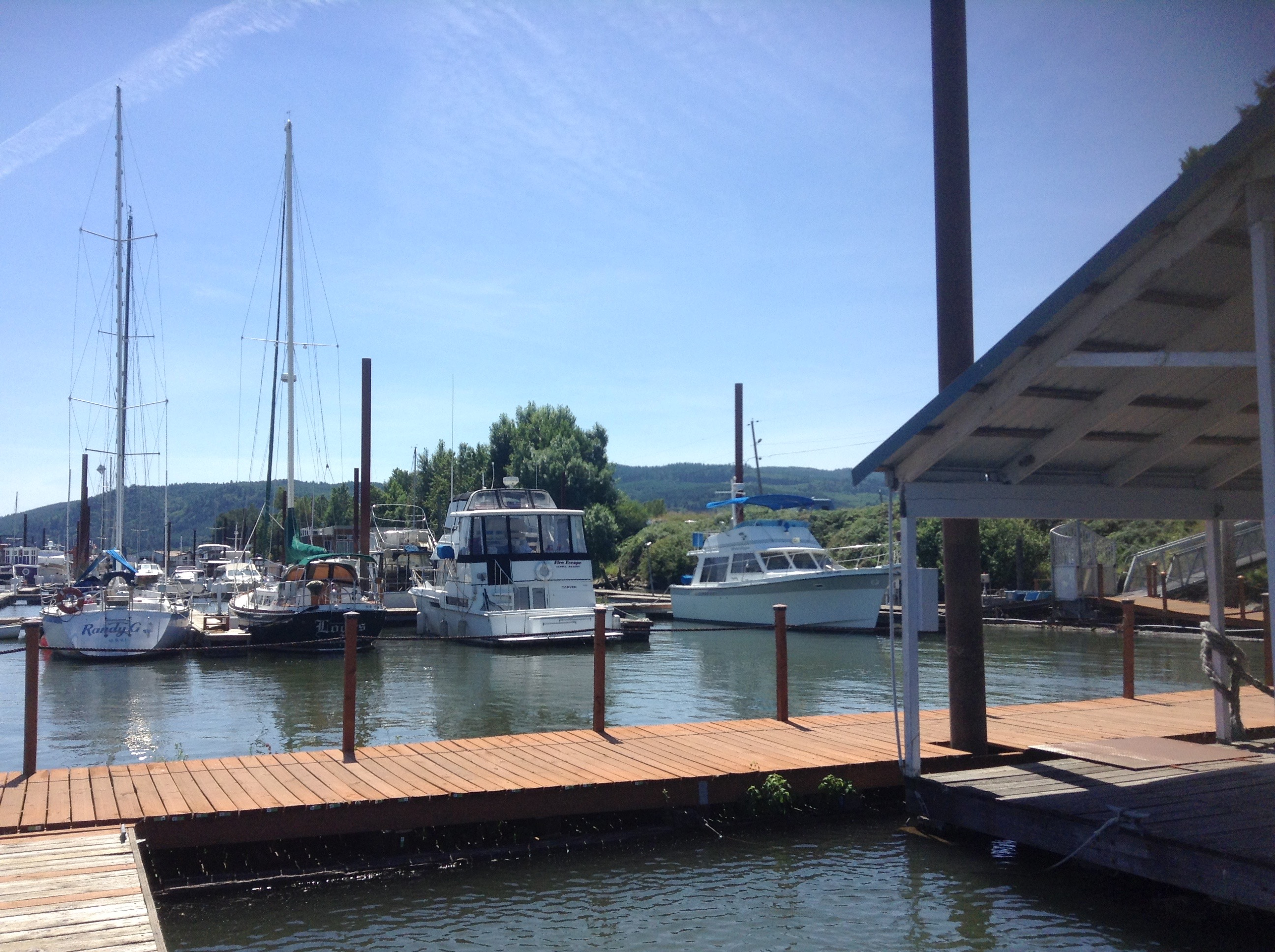
A helyi kikötő

A városnak három repülőtere van:
- Scappoose ipari hangár[12] – 1,85 km-re délkeletre a város üzleti központjától, tulajdonosa a St. Helens-i kikötő
- Chinook kisgépes hangár[13] – magánrepülőtér
- Grabhorn repülőtere[14] – magánrepülőtér

Egykor a Northern Pacific Railway is kiszolgálta Scappoose-t.
A város közúton a 30-as autópályán közelíthető meg.

## Nevezetes személyek
- Betsy Johnson – politikus
- Bruce Hugo – politikus
- CC Barber – szépségkirálynő
- Derek Anderson – amerikaifutball-játékos
- Greg Strobel – birkózó
- Judith Pella – író
- Roy Hennessey – kertész
- Sara Jean Underwood – playmate

## Fordítás
Ez a szócikk részben vagy egészben  a   Scappoose, Oregon című angol Wikipédia-szócikk ezen változatának fordításán alapul.  Az eredeti cikk szerkesztőit annak laptörténete sorolja fel. Ez a jelzés csupán a megfogalmazás eredetét és a szerzői jogokat jelzi, nem szolgál a cikkben szereplő információk forrásmegjelöléseként.